# پاملا مارتین
پاملا مارتین (انگلیسی: Pamela Martin) یک تدوین‌گر اهل ایالات متحده آمریکا است.

## فیلم‌شناسی
- دولت آزاد جونز (۲۰۱۶)
- الکساندر و روز وحشتناک، افتضاح، ناگوار، خیلی بد (۲۰۱۴)
- هیچکاک (۲۰۱۲)
- رابی اسپارکس (۲۰۱۲)
- مشت‌زن (۲۰۱۰)
- Youth in Revolt (۲۰۰۹)
- میس سان‌شاین کوچولو (۲۰۰۶)
- علف (۲۰۰۵)
- Life of the Party (۲۰۰۵)
- Saved! (۲۰۰۴)
- Warning: Parental Advisory (۲۰۰۲)
- Bubble Boy (۲۰۰۱)
- How to Kill Your Neighbor's Dog (۲۰۰۰)
- دستپاچه (۲۰۰۰)
- Slums of Beverly Hills (۱۹۹۸)
- The House of Yes (۱۹۹۷)
- The Substance of Fire (۱۹۹۶)
- Ed's Next Move (۱۹۹۶)
- استمناء (۱۹۹۴)